# Evelin Matias
Evelin Matias – portorykańska zapaśniczka walcząca w stylu wolnym i judoczka. Srebrna medalistka mistrzostw panamerykańskich w 1997 w zapasach. W zawodach w judo zdobyła brązowy medal na igrzyskach panamerykańskich w 1995 i mistrzostwach panamerykańskich w 1997. Mistrzyni Ameryki Środkowej i Karaibów w 1995 i 1997 roku.